# Il nuovo testamento
Il nuovo testamento (Le nouveau testament) è un film del 1936 diretto da Sacha Guitry.
Basato sull'omonimo spettacolo teatrale di Guitry.

## Trama
Il dottor Marcellin, scopre che sua moglie lo tradisce con il figlio di uno dei loro migliori amici e di conseguenza ha redatto un nuovo testamento, cambiando radicalmente le disposizioni della sua eredità.